# Verónica Langer
Verónica Langer (Buenos Aires, 10 de junho de 1953) é uma atriz argentina-mexicana.

## Filmografia

### Cinema
- Hilda (2014) .... Susana Esmeralda Martínez
- Nos vemos papá (2011) .... Tia Úrsula
- Daniel y Ana (2009) .... Psicóloga
- Soy mi madre (2008) .... Clara
- Hasta el viento tiene miedo (2007) .... Dra. Bernarda
- El viaje de la nonna (2007) .... María
- Niñas mal (2007) .... Mamá de Heidi
- El búfalo de la noche (2007) .... Mamá de Gregorio
- Efectos secundarios (2006) .... Miss Lola
- Mar adentro (2004)
- En cualquier lugar (2004)
- El crimen del padre Amaro (2002) .... Amparito
- Y tu mamá también (2001) .... María Eugenia Calles de Huerta
- Todo el poder (2000) .... Frida
- Extravío (2000) .... Eva
- Llamadas obscenas (1996)
- El amarrador 3 (1995) .... Beatriz
- La orilla de la tierra (1994)
- Novia que te vea (1994) .... Raquel Groman
- Una maestra con Ángel (1994)
- Tiempo cautivo (1994)
- Miroslava (1993) .... Miroslava Becková de Stern
- La furia de un gallero (1992)
- Las buenas costumbres (1990) .... Martha
- Macho y hembras (1987)
- Amanecer (1984)

### Televisão
- Mujer de nadie (2022) .... Martha Ibarra de Ortega
- Imperio de mentiras (2020-2021) .... Piedad Ramírez
- La candidata  (2016-2017) ... Magdalena "Magda" Gómez
- Amor sin reserva (2014-2015) .... Karina de Cisneros
- Hombre tenías que ser (2013) .... Abril Ortega
- La otra cara del alma (2012-2013) .... Felicitas Durán
- Prófugas del destino (2010-2011) .... Rebeca Fernández de Acuña
- Pobre rico pobre (2008-2009) .... Chefe
- Amor en custodia (2005-2006) .... Alicia
- Mirada de mujer: El regreso (2003-2004) .... Rosario
- Lo que es el amor (2001-2002) .... Jacqueline "Jackie" Lomelí
- Tío Alberto (2000-2001) .... Maruja Sotomayor
- Tres veces Sofía (1998-1999) .... Elsa Cifuentes
- Mirada de mujer (1997) .... Rosario
- La sombra del otro (1996) .... Fátima
- Marisol (1996) .... Carmen Pedroza López
- Retrato de familia (1995) .... Mercedes de la Canal
- Las secretas intenciones (1992) .... Paty
- Morir para vivir (1989) .... Martha
- Infamia (1981)